# Лугар-Нуево-де-ла-Корона
Лугар-Нуево-де-ла-Корона, Побленоу-де-ла-Корона (ісп. Lugar Nuevo de la Corona (офіційна назва), валенс. Poblenou de la Corona) — муніципалітет в Іспанії, у складі автономної спільноти Валенсія, у провінції Валенсія. Населення — 130 осіб (2010).

## Географія
Муніципалітет розташований на відстані близько 300 км на схід від Мадрида, 5 км на південь від Валенсії.

## Демографія
Динаміка населення (INE ):

## Галерея зображень

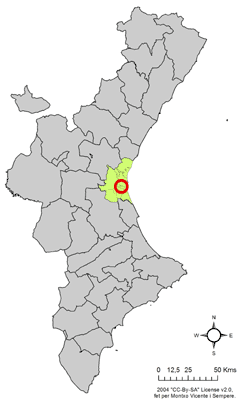
Розташування муніципалітету Лугар-Нуево-де-ла-Корона у автономній спільноті Валенсія
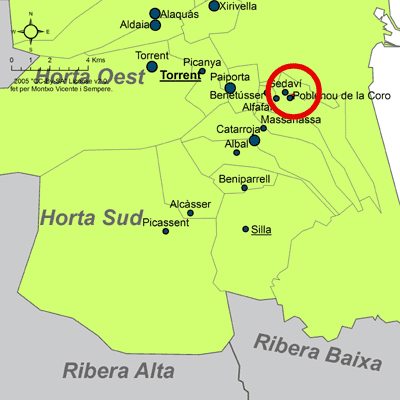
Розташування муніципалітету Лугар-Нуево-де-ла-Корона у комарці Уерта-Сур
- Лугар-Нуево-де-ла-Корона у 1883 році
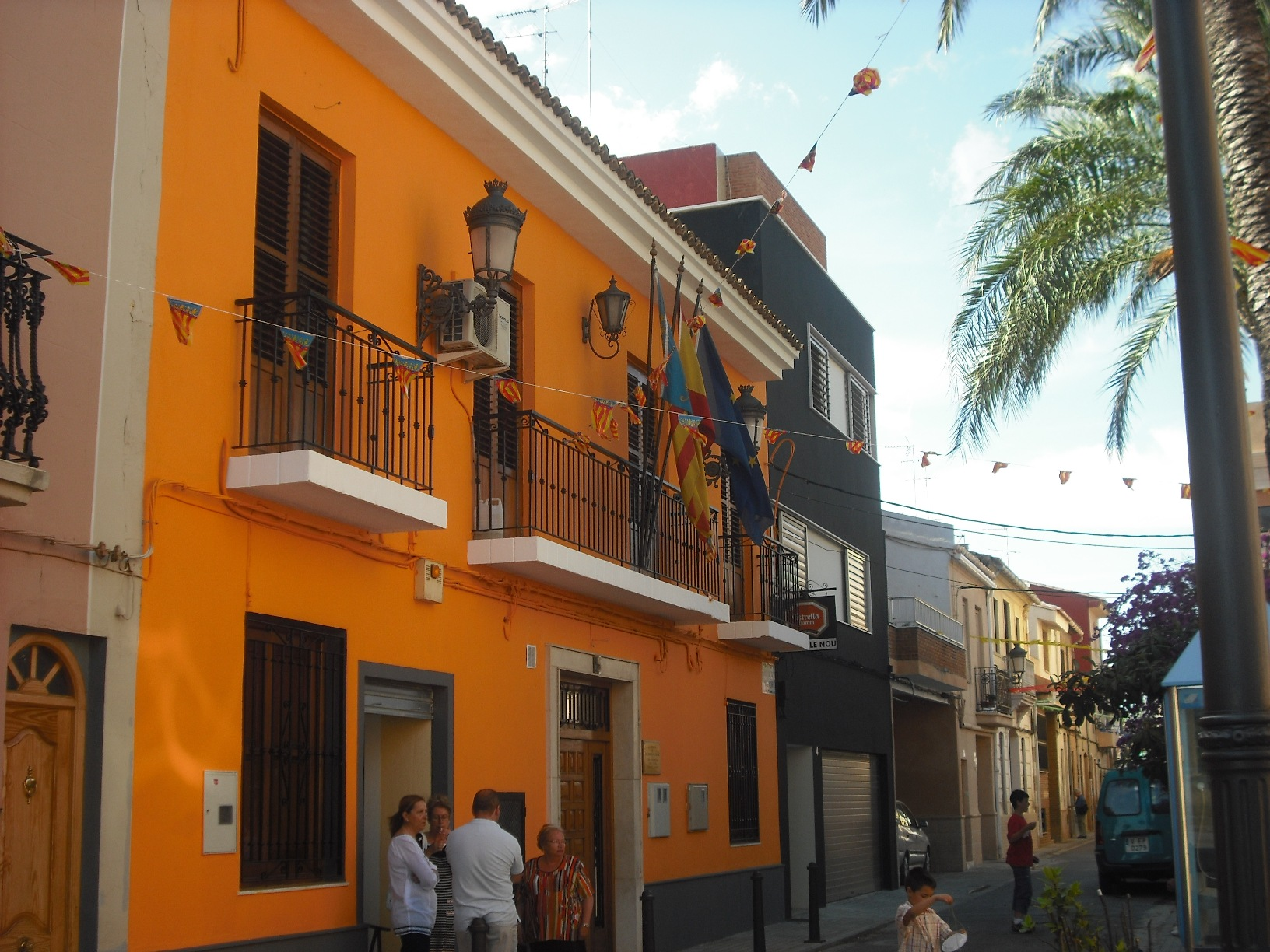
Муніципальна рада